# GW-150
 (décembre 2019).
La carabine GW-150 (Contraction de Gewehr en Allemand) est une arme à feu qui fut spécialement créée pour l'armée secrète P26 en Suisse.
Le but était de créer une arme silencieuse permettant d'atteindre des cibles jusqu'à 200 mètres. Le seul modèle encore visible du public se trouve au musée de l'usine RUAG Ammotec à Thoune.

## Caractéristiques techniques
La GW-150 a été conçue sur la base d'une carabine Sauer und Sohn à verrou, avec cependant des modifications notables telles qu'une crosse pliable et une poignée empruntées au Fass 90. Son canon est un réducteur de son intégral. Sa conception, bien que plus moderne, rappelle fortement celle de la Carabine De Lisle utilisée pendant la Seconde Guerre mondiale.
- Modèle : GW-150 (ou G-150)
- Calibre : 10,4x32
- Longueur du canon : 350 mm
- Capacité du magasin : 3
- Lunette : Schmidt & Bender 4-6x42 mm
- Longueur totale :  1155 mm - 895 mm avec crosse pliée
- Poids : 5,85 kg